# Coenotephria judicariae
Coenotephria judicariae là một loài bướm đêm trong họ Geometridae.